# Albert Woolson
Albert Henry Woolson (* 11. Februar 1850 in Antwerp, New York; † 2. August 1956 in Duluth, Minnesota) war ein amerikanischer Schreiner. Er wird offiziell als der letzte überlebende Veteran des Amerikanischen Bürgerkrieges (1861–1865) anerkannt. Er starb etwas  über 91 Jahre nach Ende des Krieges.

## Leben
Woolson war ein Sohn des Willard P. Woolson (1811–1862) und seiner Ehefrau Caroline, geb. Baldwin (1822–?). Woolson selbst behauptete, dass er am 11. Februar 1847 geboren worden sei. In der, alle zehn Jahre durchgeführten, Volkszählung der Vereinigten Staaten für das Jahr 1850 wird jedoch das Jahr 1850 als sein Geburtsdatum angegeben. Einträge in späteren Zensen sprechen ebenfalls dafür, dass er 1850 geboren wurde.
Woolsons Vater wurde als Angehöriger der Unionsarmee in der Schlacht von Shiloh schwer verwundet und starb nach der Verlegung in ein Lazarett in Windom, Minnesota, an seinen Verletzungen.
Woolson selbst trat als am 10. Oktober 1864 mit vierzehn Jahren als Trommler (drummer boy) in die C-Kompanie des ersten Schweren Artillerieregiments des Staates Minnesota (1st Minnesota Heavy Artillery Regiment) ein. Diese Kompanie kam allerdings während der kurzen zu diesem Zeitpunkt noch verbleibenden Dauer des Krieges nicht mehr zum Einsatz. Woolson wurde am 7. September 1865 aus der Union-Armee entlassen. Er lebte anschließend für den Rest seines Lebens in Minnesota. Seinen Lebensunterhalt verdiente er als Schreiner. Er heiratete zweimal und hatte sechs Töchter und zwei Söhne.
Im Mai 1949 legte Woolson zusammen mit einem anderen Trommlerjungen des Bürgerkriegs, Frank Mayer, bei der Veteranentagsparade einen Kranz am Grab von Ulysses S. Grant, dem Kommandeur der Union-Armee im Bürgerkrieg, in New York nieder.
Woolson starb am 2. August 1956 im St. Luke’s Hospital in Duluth in Minnesota. Damals wurde allgemein angenommen, dass er 109 Jahre alt geworden sei. Spätere Forschungen kamen zu dem Ergebnis, dass er zum Zeitpunkt seines Todes nur 106 Jahre alt gewesen sei. Sein Status als Angehöriger der Union-Armee im Bürgerkrieg ist jedoch unbestritten. Der letzte Angehörige der Unionsarmee, der an Kämpfen teilgenommen hatte, James Hard (1843–1953), starb 1953.
Er wurde mit militärischen Ehren der Nationalgarde von Minnesota im Park Hill Cemetery beigesetzt.
US-Präsident Dwight D. Eisenhower nahm Woolsons Tod zum Anlass, sich in einer Ansprache an das amerikanische Volk zu wenden, in der er nachdenklich mitteilte, dass mit Woolson das letzte verbliebene Bindeglied  (the last personal link) des amerikanischen Volkes mit der Union-Armee verloren gegangen sei und dass sein Tod die Herzen all jener, die die Erinnerung an die tapferen Männer auf beiden Seiten, die im Krieg zwischen den Staaten gekämpft hätten, hochhalten würden, mit großem Kummer erfüllen würde.
Drei Männer, die Woolson überlebten, behaupteten Veteranen der Konföderierten Armee im Bürgerkrieg gewesen zu sein. Allerdings wurde einer dieser Fälle widerlegt, während die übrigen beiden nicht verifiziert werden können.